# Eutichurus lizeri
Eutichurus lizeri là một loài nhện trong họ Miturgidae.
Loài này thuộc chi Eutichurus. Eutichurus lizeri được Cândido Firmino de Mello-Leitão miêu tả năm 1938.